# Spanische Leichtathletik-Meisterschaften 2019
Die 99. Spanischen Leichtathletik-Meisterschaften wurden vom 31. August bis zum 1. September 2019 im Ciudad Deportiva Camilo Cano in der spanischen Küstenstadt La Nucia ausgetragen. Die Staffelwettbewerbe sowie Mehrkämpfe wurden an anderen Tagen ausgetragen.

## Medaillengewinner

### Männer
| Disziplin          | Gold | Leistung     | Silber | Leistung     | Bronze                                                                                       | Leistung     |
| ------------------ | --- | ------------ | --- | ------------ | -------------------------------------------------------------------------------------------- | ------------ |
| 100 m              | Sergio Juárez                                                                                             | 10,32 s PB   | Ángel David Rodríguez                                                                                              | 10,39 s      | Arian Olmos Téllez                                                                           | 10,44 s      |
| 200 m              | Pol Retamal                                                                                               | 20,80 s      | Daniel Rodríguez Serrano                                                                                           | 21,06 s      | Mauro Triana                                                                                 | 21,26 s      |
| 400 m              | Óscar Husillos                                                                                            | 45,83 s      | Julio Arenas | 46,44 s      | Darwin Echeverry                                                                             | 46,49 s      |
| 800 m              | Mariano García                                                                                            | 1:47,22 min  | Adrián Ben | 1:47,28 min  | Álvaro de Arriba                                                                             | 1:47,45 min  |
| 1500 m             | Kevin López                                                                                               | 3:42,20 min  | Jesús Gómez | 3:42,68 min  | Llorenç Sales                                                                                | 3:42,98 min  |
| 5000 m             | Antonio Abadía                                                                                            | 13:29,37 min | Sergio Jiménez Vicente                                                                                             | 13:32,27 min | Adel Mechaal                                                                                 | 13:35,93 min |
| 110 m Hürden       | Orlando Ortega                                                                                            | 13,33 s      | Enrique Llopis Doménech                                                                                            | 13,85 s      | Luis Salort                                                                                  | 13,97 s PB   |
| 400 m Hürden       | Sergio Fernández                                                                                          | 49,19 s      | Mark Ujakpor | 50,42 s      | Ignacio Sarmiento                                                                            | 50,57 s PB   |
| 3000 m Hindernis   | Fernando Carro Morillo                                                                                    | 8:45,88 min  | Daniel Arce | 8:46,17 min  | Ibrahim Ezzaydouny                                                                           | 8:46,26 min  |
| 4 × 100 m Staffel  | Fútbol Club Barcelona Joel Ferrando Ángel David Rodríguez Pol Retamal Joan Martínez                       | 39,69 s      | Club de Atletismo Playas de Castellón Patrick Chinedu Ike Mauro Triana Daniel Rodríguez Serrano Arian Olmos Téllez | 40,50 s      | Atletismo Numantino David José Pineda Samuel Junior Vargas Daniel Quero Mario López Moure    | 41,09 s      |
| 4 × 400 m Staffel  | Club de Atletismo Playas de Castellón Alfredo Jiménez Mateo Alberto Gavaldá Mark Ujakpor Luchumbe Kennedy | 3:10,35 min  | Real Sociedad de Atletismo Adrián Rocandio Diego Cabello Javier Mariscal Salaverria Gen Esteban San Millán         | 3:10,83 min  | Fútbol Club Barcelona Pau Fradera Marcel Mondria Ramón Martínez Bellot Javier Delgado Osorio | 3:13,54 min  |
| 10.000 m Bahngehen | Álvaro Martín                                                                                             | 39:33,38 min | Miguel Ángel López                                                                                                 | 39:35,03 min | Marc Tur                                                                                     | 41:55,24 min |
| Hochsprung         | Carlos Rojas Lombardo                                                                                     | 2,17 m       | Simón Siverio | 2,14 m       | Eduard Fábregas                                                                              | 2,14 m       |
| Stabhochsprung     | Adrián Vallés                                                                                             | 5,48 m       | Igor Bychkov | 5,48 m       | Manel Miralles                                                                               | 5,28 m       |
| Weitsprung         | Eusebio Cáceres                                                                                           | 7,95 m       | Héctor Santos Llorente                                                                                             | 7,95 m       | Jean Marie Okutu                                                                             | 7,55 m       |
| Dreisprung         | Jaime Guerra                                                                                              | 16,45 m PB   | Pablo Torrijos | 16,22 m      | Sergio Solanas                                                                               | 16,19 m      |
| Kugelstoßen        | Carlos Tobalina                                                                                           | 20,04 m      | José Ángel Pinedo                                                                                                  | 18,91 m      | Daniel Pardo González                                                                        | 18,33 m      |
| Diskuswurf         | Lois Maikel Martínez                                                                                      | 58,31 m      | Juan José Caicedo                                                                                                  | 58,02 m      | Frank Casañas                                                                                | 54,78 m      |
| Hammerwurf         | Javier Cienfuegos                                                                                         | 78,70 m NR   | Alberto González                                                                                                   | 72,75 m      | Pedro José Martín Cazalilla                                                                  | 72,67 m      |
| Speerwurf          | Manu Quijera                                                                                              | 77,39 m      | Odei Jainaga | 75,52 m      | Nicolás Quijera                                                                              | 73,07 m      |
| Zehnkampf          | Pablo Trescolí                                                                                            | 7673 Punkte  | Jesús Castillo Patiño                                                                                              | 7359 Punkte  | Mario Arancón                                                                                | 7187 Punkte  |

### Frauen
| Disziplin          | Gold                                                                                                  | Leistung        | Silber                                                                                   | Leistung       | Bronze                                                                   | Leistung        |
| ------------------ | --- | --------------- | ---------------------------------------------------------------------------------------- | -------------- | ------------------------------------------------------------------------ | --------------- |
| 100 m              | Paula Sevilla                                                                                         | 11,42 s         | María Isabel Pérez                                                                       | 11,42 s        | Carmen Marco                                                             | 11,60 s PB      |
| 200 m              | Jaël Bestué                                                                                           | 23,55 s         | Cristina Lara                                                                            | 23,97 s        | Sonia Molina                                                             | 24,10 s         |
| 400 m              | Aauri Bokesa                                                                                          | 53,11 s         | Andrea Jiménez                                                                           | 53,55 s        | Carmen Sánchez                                                           | 53,74 s         |
| 800 m              | Natalia Romero                                                                                        | 2:02,88 min     | Marta Frechilla                                                                          | 2:04,81 min PB | Victoria Sauleda                                                         | 2:06,07 min     |
| 1500 m             | Esther Guerrero                                                                                       | 4:18,18 min     | Marta Pérez                                                                              | 4:20,09 min    | Solange Pereira                                                          | 4:20,73 min     |
| 5000 m             | Maitane Melero                                                                                        | 16:00,09 min    | Esther Navarrete                                                                         | 16:03,75 min   | Beatriz Álvarez Díaz                                                     | 16:19,24 min PB |
| 100 m Hürden       | Teresa Errandonea                                                                                     | 13,42 s         | Alba Manzano                                                                             | 13,97 s        | Estefanía Fortes                                                         | 14,01 s         |
| 400 m Hürden       | Carmen Romero Gómez                                                                                   | 59,03 s         | Sonia Nasarre                                                                            | 59,06 s        | Nerea Bermejo                                                            | 59,77 s         |
| 3000 m Hindernis   | Irene Sánchez-Escribano                                                                               | 9:43,70 min     | Carolina Robles                                                                          | 9:50,91 min    | María José Pérez                                                         | 9:58,04 min     |
| 4 × 100 m Staffel  | Fútbol Club Barcelona Caridad Jerez Jaël Bestué Carmen Sánchez Cristina Lara                          | 44,67 s         | Valencia Club de Atletismo Carmen Marco Fátima Diame Lara Gómez Maribel Pérez            | 45,15 s        | Pamplona Atlético Yaiza Sanz Nerea Bermejo Ane Petrirena Miren Bartolomé | 46,94 s         |
| 4 × 400 m Staffel  | Club de Atletismo Playas de Castellón Bárbara Camblor Yurena Hueso Eliani Arletis Casi Andrea Jiménez | 3:44,34 min     | Club de Atletismo Unicaja Elena María Paulano Andrea Serrano Laura Moyano Natalia Romero | 3:47,05 min    | Scorpio 71 María Nieves Mayo Elisa Cortés Alicia Leyva Laura Fernández   | 3:47,55 min     |
| 10.000 m Bahngehen | María Pérez García                                                                                    | 43:52,08 min PB | Raquel González                                                                          | 44:44,32 min   | Laura García-Caro                                                        | 46:48,09 min    |
| Hochsprung         | Saleta Fernández                                                                                      | 1,90 m PB       | Cristina Ferrando                                                                        | 1,85 m         | Izaskun Turrillas                                                        | 1,83 m          |
| Stabhochsprung     | Miren Bartolomé                                                                                       | 4,31 m          | Mónica Clemente                                                                          | 4,26 m         | Andrea San José                                                          | 4,06 m          |
| Weitsprung         | Fátima Diame                                                                                          | 6,48 m          | Cora Salas                                                                               | 6,09 m         | Leticia Gil                                                              | 6,03 m          |
| Dreisprung         | Ana Peleteiro                                                                                         | 14,20 m         | Patricia Sarrapio                                                                        | 14,00 m        | Marina Lobato                                                            | 13,42 m         |
| Kugelstoßen        | Úrsula Ruiz                                                                                           | 17,52 m         | María Belén Toimil                                                                       | 16,77 m        | Ambar del Carmen Sánchez                                                 | 15,87 m         |
| Diskuswurf         | June Kintana                                                                                          | 54,56 m         | Andrea Alarcón                                                                           | 48,01 m        | Paula Ferrándiz                                                          | 45,62 m         |
| Hammerwurf         | Berta Castells                                                                                        | 67,84 m         | Laura Redondo                                                                            | 64,81 m        | Osarumen Odeh                                                            | 62,30 m         |
| Speerwurf          | Arantza Moreno                                                                                        | 56,53 m         | Carmen Sánchez Parrondo                                                                  | 53,78 m SB     | Mercedes Chilla                                                          | 51,99 m         |
| Siebenkampf        | María Vicente                                                                                         | 5615 Punkte     | Valvanuz Cañizo                                                                          | 5495 Punkte    | Mar Vico                                                                 | 5299 Punkte     |